# Rosa schrenkiana
Rosa schrenkiana är en rosväxtart som beskrevs av François Crépin. Rosa schrenkiana ingår i släktet rosor, och familjen rosväxter. Inga underarter finns listade i Catalogue of Life.